# Leen Wuyts
Leentje (Leen) Wuyts (Berchem, 20 maart 1950) is een voormalige Belgische atlete, die was gespecialiseerd in het speerwerpen. Zij nam eenmaal deel aan Europese kampioenschappen en veroverde acht Belgische titels.

## Biografie
Leen Wuyts werd in 1970 voor het eerst Belgisch kampioene AC in het speerwerpen. De twee voorafgaande jaren was ze al de sterkste van België gebleken bij de junioren. Tussen 1970 en 1995 veroverde ze in totaal acht titels bij de senioren, waarvan zeven opeenvolgend.
In 1974 nam Wuyts deel aan de EK in Rome, waar ze uitgeschakeld werd in de kwalificaties vanwege een schouderkwetsuur. In 1977 veroverde ze een zevende Belgische titel. De zorg voor haar gezin en de komst van een tweede kindje waren de oorzaak, dat Leen Wuyts de speer daarna aan de kant zette. Pas in 1992 keerde zin terug als veterane, maar als speerwerpster trad zij sporadisch (interclub) voor het voetlicht. Pas in 1994 werd het menens: ze behaalde de zege tijdens een interland tegen Frankrijk en op de Belgische kampioenschappen voor veteranen wierp zij de speer 39,74 m ver, goed voor goud in de categorie W40 en tevens een nationaal record in die klasse. En in 1995 werd zij zowaar op 45-jarige leeftijd voor de achtste keer Belgisch kampioene Alle Categorieën en ook sportvrouw van Antwerpen.
Wuyts verbeterde zeven maal het Belgische record. In verschillende stappen bracht ze het record van 45,47 naar 54,50 in 1974. Dit record zou standhouden tot en met 1999, waarna er een nieuwe speer werd ingevoerd.
Leen Wuyts werd na haar carrière trainster. Verschillende toppers waren onder haar hoede, Tia Hellebaut als jong atleet voor haar speer bij de meerkamp, Elfje Willemsen met verschillende selecties voor EK en WK, nu actief in de bobslee, Tom Goyvaerts tot 2007, nadien Thomas Smet met verschillende selecties voor EK en WK van 2009 in Berlijn.
Wuyts heeft in 2012 een punt gezet achter haar carrière als coach en de atletieksport.
Leen Wuyts is een kleindochter van Gustaaf Wuyts ( olympisch brons bij het touwtrekken op de Spelen van Antwerpen in 1920. Ze studeerde Kinesitherapie en L.O en was aangesloten bij NSLO uit Kapelle-op-den-Bos en sinds 1976 bij Olse Merksem.

## Belgische kampioenschappen
| Onderdeel   | Jaar                                           |
| ----------- | ---------------------------------------------- |
| speerwerpen | 1970, 1971, 1972, 1973, 1974, 1976, 1977, 1995 |

## Persoonlijk record
| Onderdeel   | Prestatie | Datum        | Plaats  |
| ----------- | --------- | ------------ | ------- |
| speerwerpen | 54,50 m   | 29 juni 1974 | Brussel |

## Palmares
speerwerpen
- 1970:  BK AC – 40,44 m
- 1971:  BK AC – 46,16 m
- 1972:  BK AC – 46,46 m
- 1973:  BK AC – 48,82 m
- 1974:  BK AC – 50,42 m
- 1974: 18e in kwal. EK in Rome – 45,54 m
- 1976:  BK AC - 45 m
- 1977:  BK AC – 50,90 m
- 1978:  BK AC- 48,96 m
- 1995:  BK AC – 40,90 m

- Digitale Bibliotheek voor de Nederlandse Letteren: wuyt002
- Gemeinsame Normdatei: 117525083X
- International Standard Name Identifier: 0000 0000 4188 4237
- Library of Congress Control Number: no95014911
- Nederlandse Thesaurus van Auteursnamen: 070036187
- Virtual International Authority File: 66052418
- WorldCat: E39PBJyrQQMFhp3R8jc6yVKcfq